# Pierre-Joseph Porion
Pour les articles homonymes, voir Porion (homonymie).
Pierre-Joseph Porion (né à Thièvres le 4 novembre 1743 et mort à Paris le 18 mars 1830), ecclésiastique, fut le premier évêque constitutionnel du Pas-de-Calais de 1791 à 1793.

## Biographie
Pierre-Joseph Porion est né à Thièvres. Il est le fils de Jean-Adrien Porion receveur des aides  et de Marguerite-Thérèse Haudouart de Thièvres , fille de Luc-Joseph Haudouart seigneur du lieu , chevalier de Saint-Louis  et de Marie Suzanne Mabille de Poncheville. Il est élève au collège des Oratoriens d'Arras où il précède les frères Robespierre et Joseph Le Bon. Porion entre ensuite dans la congrégation de l'Oratoire. Secrétaire de l'archevêque de Paris Christophe de Beaumont, il est nommé en 1781 curé de Saint-Nicolas-sur-les-Fossés à Arras par Louis-Hilaire de Conzié, l'évêque d'Arras. 
Pendant la Révolution française, il prête le serment civique exigé par la Constitution civile du clergé et il est ensuite élu évêque constitutionnel du département du Pas-de-Calais le 29 mars 1791. Il est sacré à Paris le 10 avril 1791 par Talleyrand-Périgord et fait son entrée à Saint-Omer le 16 avril où il implante son siège épiscopal. Son épiscopat est bref car dès le 24 nivôse an I (13 janvier 1793) le culte est aboli. La démission de Porion est précisément marquée par l'envoi en mission de Joseph Le Bon, le 29 octobre 1793. Et le 2 frimaire an II (22 novembre 1793), Porion remet ses lettres de prêtrise et le procès-verbal de l'assemblée électorale de sa nomination comme évêque constitutionnel au district de Saint-Omer en signe de « déprêtrisation ». Porion se marie le 23 décembre 1793 à Saint-Omer  avec Philippine Bernardine Henriette  Purdon, fille d'un officier irlandais. Il est nommé administrateur municipal de Saint-Omer le 12 décembre 1797. Il se démet le 23 février 1798 et se retire alors à Paris où il se consacre à l'éducation de sa fille unique et où il meurt le 20 mars 1830 sans que l'on sache rien de sa vie de 1798 à 1830.